# Llewellyn Herbert
Llewellyn Herbert (Sudáfrica, 21 de julio de 1977) es un atleta sudafricano, especializado en la prueba de 400 m vallas en la que llegó a ser subcampeón mundial en 1997.

## Carrera deportiva
En el Mundial de Atenas 1997 ganó la medalla de plata en los 400 metros vallas, con un tiempo de 47.86 segundos que fue récord nacional de Sudáfrica, llegando a meta tras el francés Stéphane Diagana y por delante del estadounidense Bryan Bronson.